# 日本製乳
日本製乳株式会社（にほんせいにゅう）は、山形県高畠町に本社を置く乳業メーカーである。

## 代表商品
- おしどりミルクケーキ

## 沿革
- 1919年7月15日 - 酪農民資本100％の株式会社にて発足。
- 1960年 - 森永乳業と資本提携。
- 1966年10月 - 森永乳業と共同出資により、関連会社「おしどり商事株式会社」を設立。
- 1988年 - 山形市三浦記念賞受賞。
- 1992年 - 山形県産業賞受賞。

## 会社概要
本社(糠野目工場)
- 山形県東置賜郡高畠町大字糠野目字高野壱694-1
- おしどりミルクケーキ、スモークチーズを製造。

## 関連会社
森永牛乳山形販売株式会社
- 山形県山形市城南町2-1-21

おしどり商事株式会社
- 東京都江戸川区中葛西7-26-14
- 資本金：1,000万円